# Ermita de San Antón (Pano)
La ermita de San Antón o ermita de San Juan, se encuentra en la aldea despoblada de Pano, municipio de Graus (provincia de Huesca).

## Descripción
Este edificio se construyó hacia el año 1006, cuando, según dicen, fue atacado sufriendo una razzia Roda de Isabena. 
Consta de tres naves de planta rectangular cubiertas con bóvedas de medio cañón y marcadas con arcos tres arcos fajones en la central y dos en las laterales.
Los tres ábsides presentan frisos formados por baquetones y arquillos ciegos de estilo románico lombardo. En el muro sur se encuentran una artística ventana y la puerta de acceso; hay otras dos puertas, cegadas, en los muros norte y oeste. El aparejo es de sillarejo y la cubierta de lajas de piedra.
Estaba decorada su interior con pinturas murales que se conservan en el [[Museo Diocesano Barbastro-Monzón].